# Jan Wouters (kunstenaar)
Jan Wouters (Duffel, 9 september 1908 – Hove, 11 juli 2001) was een Belgische tekenaar, kunstschilder en glazenier.

## Levensloop
Na zijn collegetijd in Lier, volgde hij lessen aan de academie aldaar, evenals aan de Academie van Mechelen, en vervolgens aan de Koninklijke Academie voor Schone Kunsten te Antwerpen. Hij behaalde er de Prijs Nicaise De Keyser. Om zijn studies te bekostigen ontwierp hij affiches, vlaggen en toneeldecors. Tevens illustreerde hij tijdschriften en boeken.
Hij bekwaamde zich in de schilderkunst, onder meer in het atelier van Isidore Opsomer, en verwierf de Prijs Piet Van Engelen.
In 1935 volgde Jan Wouters lessen bij glasschilder Felix de Block aan de vakschool voor Kunstambachten te Antwerpen, waar hij in contact kwam met studiegenoten zoals Joris Van den Broeck en Jos Hendrickx.
Samen met Jos Hendrickx maakte hij per fiets studiereizen in binnen- en buitenland. 
Na enkel jaren als tekenleraar aan het Sint-Jan Berchmanscollege te Antwerpen, werd hij in 1945 -in diezelfde stad- professor aan de Koninklijke Academie voor Schone Kunsten. Hij bleef lesgeven tot aan zijn pensionering in 1974.

### Glazenier
In 1942 (toevallig het jaar dat Gustave Ladon overleed) vestigde Jan Wouters zich als zelfstandige glazenier. Enkele jaren later, in 1946, kocht hij uit de nalatenschap van zijn overleden confrater, de kartons die betrekking hadden op de provincies Antwerpen en Limburg. Hij deed dit wellicht met het idee dat deze tekeningen nuttig konden zijn bij eventuele restauratiewerken. Wouters leidde aspirant-glazenier Antoon Vermeylen op en realiseerde vele opdrachten, waaronder de glasraamsuites in de:
- Sint-Amanduskerk in Antwerpen,
- Sint-Cordulakerk in Schoten,
- Sint-Jozefkerk in Kapellen (wijk: Hoogboom),
- Sint-Lutgardiskerk in Tongeren,
- abdij in Achel,
- Sint-Jozefskerk in Edegem: drie middelgrote glasramen die Sint-Jozef voorstellen, in de noordelijke muur.
- Allierse Kapel in Emblem

Wouters restaureerde tevens de glasramen in de Sint-Sulpitiuskerk te Diest.
Aan de hoofdingang van de Sint-Willibrorduskerk te Berchem (Antwerpen) bemerkt men een opvallend glas-in-loodraam dat Sint-Willibrordus en Fredericus de Merode voorstelt. Dit glasraam werd door Wouters gemaakt naar de kartons van Paul Wante. Het is afkomstig van het voormalige gemeentehuis van Berchem (Grotesteenweg) dat op het einde van de 20-ste eeuw gesloopt werd en plaats maakte voor een nieuw modern districtshuis. Benevens religieuze taferelen heeft Jan Wouters veel profaan werk in brandglasraam gerealiseerd, zowel voor andere gemeentehuizen in het Antwerpse, als voor particulieren.

## Eerbetoon
Hij werd geëerd met de volgende titels:
- Ridder in de Leopoldsorde
- Ridder in de Kroonorde
- Officier in de Kroonorde

Tevens ontving hij de Burgerlijke Medaille Eerste klasse.